# Hunyady család
A kiskrestyéni nemes és kéthelyi gróf Hunyady család egy régi eredetű magyar nemesi és főnemesi család.

## Története
A Hunyady család Erdélyből, Hunyad városából származik. Rudolf magyar király emelte Hunyady Andrást nemesi rangra 1607-ben, aki nemsokára Felső-Magyarországon telepedett le.
A mai Szlovákia területén, Bars és Nyitra vármegyékben szerzett birtokokat, köztük Kiskresztyént és Nyitraszeget, így a család ezek birtokos uraként szerepel a korabeli krónikákban. 1677-ben András fia László Bars vármegye alispánja lett. Később László fia Ignác ugyanott alispán és főügyész lett. László fivére Ferenc, Somogy vármegye főbírója, az ő fia András szintén Bars megye alispánja volt.
A 19. századtól a 20. századig század elejéig a Hunyadyak mint kitűnő gazdálkodók szereztek hírnevet, elismerten korszerű birtokaikat az Osztrák–Magyar Monarchia egész területén ismerték. Hírnevüket főleg a lótenyésztés, a juhászat és a kéthelyi bortermelés alapozta meg.
Gróf Hunyady József (1773–1822) gróf Széchenyi Istvánnal közösen korszerű telivértenyészetet alapított. A lóversenyzés hazai meghonosítása részben az ő nevéhez fűződik.
Közép-Europa első lóversenyeit is ő rendezte ürményi birtokán, 1814 és 1821 között. A versenyek jelentőségét jelzi, hogy évente 40 000 néző látogatta az Ürményi futamokat.
1994-ben az első lóversenyek 180. évfordulója alkalmából Szlovákiában emlékbélyeget adtak ki, amelyen Tajár képe látható. Annak a telivér csődörnek, amelyet Hunyady az 1800-as évek elején Egyiptomból hozatott, és a Magyarországon tenyésztett telivérek egyik ősapja lett, csontvázát a bécsi Állatorvosi Múzeumban őrzik.
Gróf Hunyady Kálmán (1828–1901) első elnöke volt a bécsi ügetőverseny klubjának (Trabrennbahn Krieau) nevét őrzi a minden év szeptemberében futtatott Graf Kalman Hunyady Memorial, Európa egyik legfontosabb lóversenye.
A legnevezetesebb magyar versenyek egyike a Batthyány–Hunyady Díj is részben a család nevét viseli.
Kálmán leánytestvére, Júlia (1831–1919), Mihály szerb fejedelemhez ment feleségül, akit 1868-ban meggyilkoltak.
Gróf Hunyady József (1873–1942) a második világháborúig a Dél-Balaton legnagyobb bortermelője volt. A kéthelyi kastély utolsó nemesi tulajdonosa, királypárti politikus, aki többször közben járt a trónjától megfosztott és anyagi nehézségekkel küzdő Habsburg-család megélhetésének megkönnyítésért. Lánya Hunyady Ilona Felicia (1903–1991) régész, a Kárpát-medencei kelta leletanyag máig meghatározó monográfiájának (Kelták a Kárpátmedencében. Budapest, 1942–1944) szerzője. A második világháború alatt illetve azt követően a család minden tagja emigrációra kényszerült.
József (1962–), Etienne (1968–) és annak fia, László (2009–). Csupán ők hárman élnek még a főnemesi családból.

## Jelentősebb családtagok
- Hunyady József (1873–1942) nagybirtokos, királyi főudvarmester, politikus
- Hunyady Júlia (1831–1919) Szerbia fejedelemasszonya
- Hunyady Kálmán (1828–1901) főrendiházi tag, lovastábornok, titkos tanácsos
- Hunyady Karolina (1836–1907) Erzsébet királyné udvarhögye
- Hunyady László (?–1723) kinevezett királyi személynök (1723)
- Hunyady László (főispán) (1826–1898) főrendiházi tag, alezredes, Moson vármegye főispánja
- Hunyady Ilona (1903–1991) zongoraművész, régész, a Magyar Királyi Pázmány Péter Tudományegyetem Érem és Régiségtárának fizetéstelen tanársegéde (1943), a Kárpát-medencei kelta leletanyag máig meghatározó – fent említett – monográfiájának szerzője, aki a II. világháború után emigrációba kényszerült, a Csillagkeresztes Rend tagja, a Máltai lovagrend tb. nő tagja.